# Mariä Himmelfahrt (Wolfakirchen)

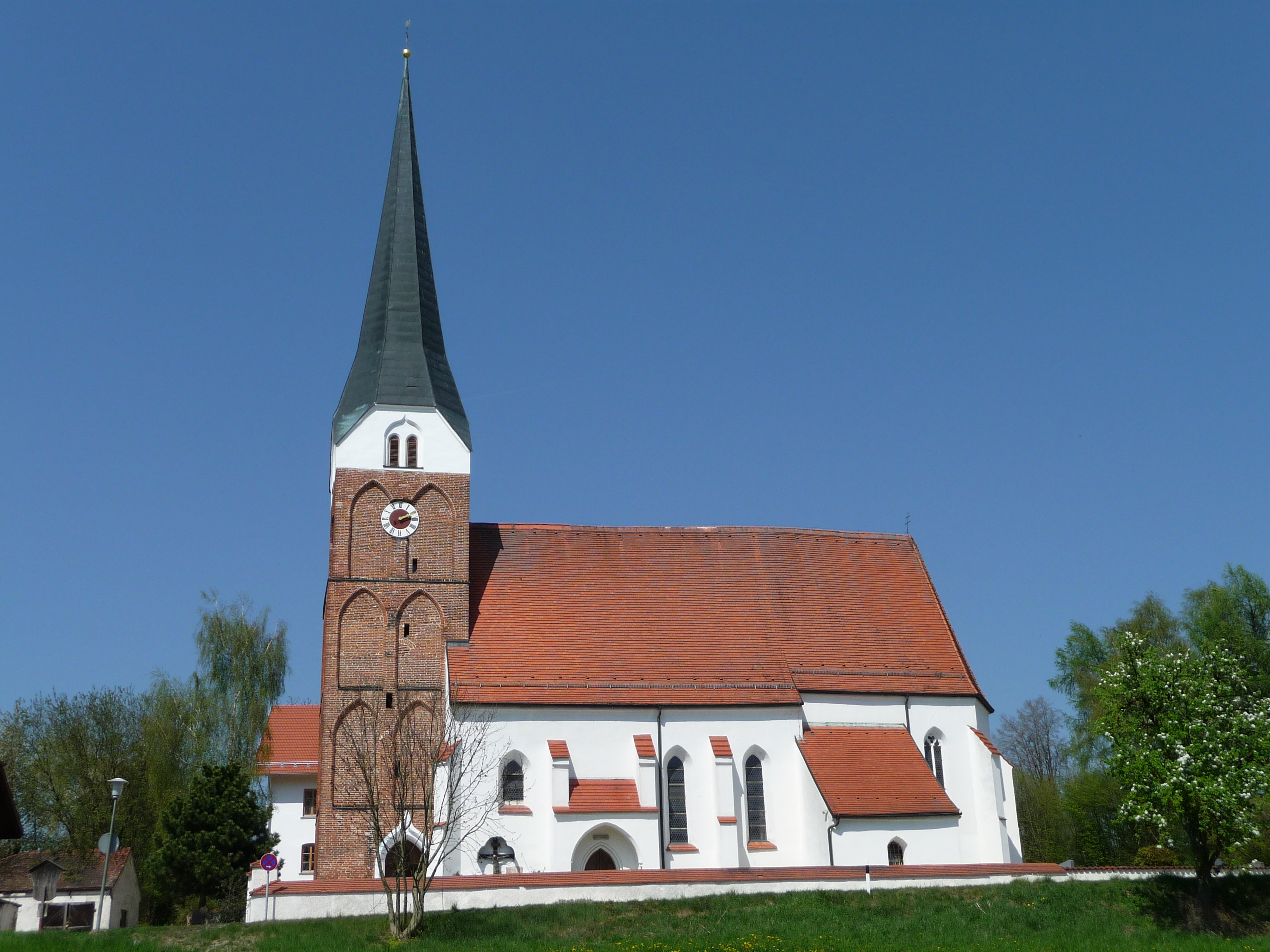
Mariä Himmelfahrt (Wolfakirchen)

Die römisch-katholische Pfarrkirche Mariä Himmelfahrt ist eine spätgotische Saalkirche im Ortsteil Wolfakirchen der Gemeinde Haarbach im niederbayerischen Landkreis Passau. Sie gehört zur Kirchengemeinde St. Martinus Haarbach im Bistum Passau.

## Geschichte und Architektur
Die Kirche wurde laut Inschrift am Chorbogen 1502 unter Abt Gregor des Klosters St. Salvator begonnen und 1519 vollendet. Die Kirche ist ein Beispiel für den stilistischen Konservatismus in Bezug auf regionale spätgotische Formen. Insbesondere im vierjochigen Schiff ist die späte Entstehungszeit erkennbar. Das nahezu tonnenförmige Gewölbe ist mit einem dünnen, aufgelegten Rippennetz versehen. Beachtenswert ist die Kombination von jochübergreifenden Parallelrippen und geknickten Rippen innerhalb des Jochabstands. An den Wänden finden sich schlichte Schildbogenstellungen mit halbrunden Diensten. Im Westen ist eine dreijochig überwölbte Empore eingebaut.
Der eingezogene, zweijochige Chor ist mit einem dreiseitigen Schluss versehen. Im Gewölbe ist ein Rippenmuster mit wechselnden großen und kleinen Scheitelrauten eingezogen, wodurch sich seitlich unregelmäßige Fünfecke bilden, ähnlich wie im Schiff der Wallfahrtskirche Grongörgen. Die Rippen entspringen aus kräftigen Wandvorlagen. Die farbige Fassung des Gliederungsgerüsts wurde stark erneuert.
An der Chornordseite ist der Stumpf eines alten, vermutlich spätromanischen Turms erhalten. Bei dem spätgotischen Neubau wurde ein Turm in Backsteinmauerwerk mit verputzten Walmgiebeln und achtseitigen Spitzhelm an der Westseite aufgeführt.

## Ausstattung

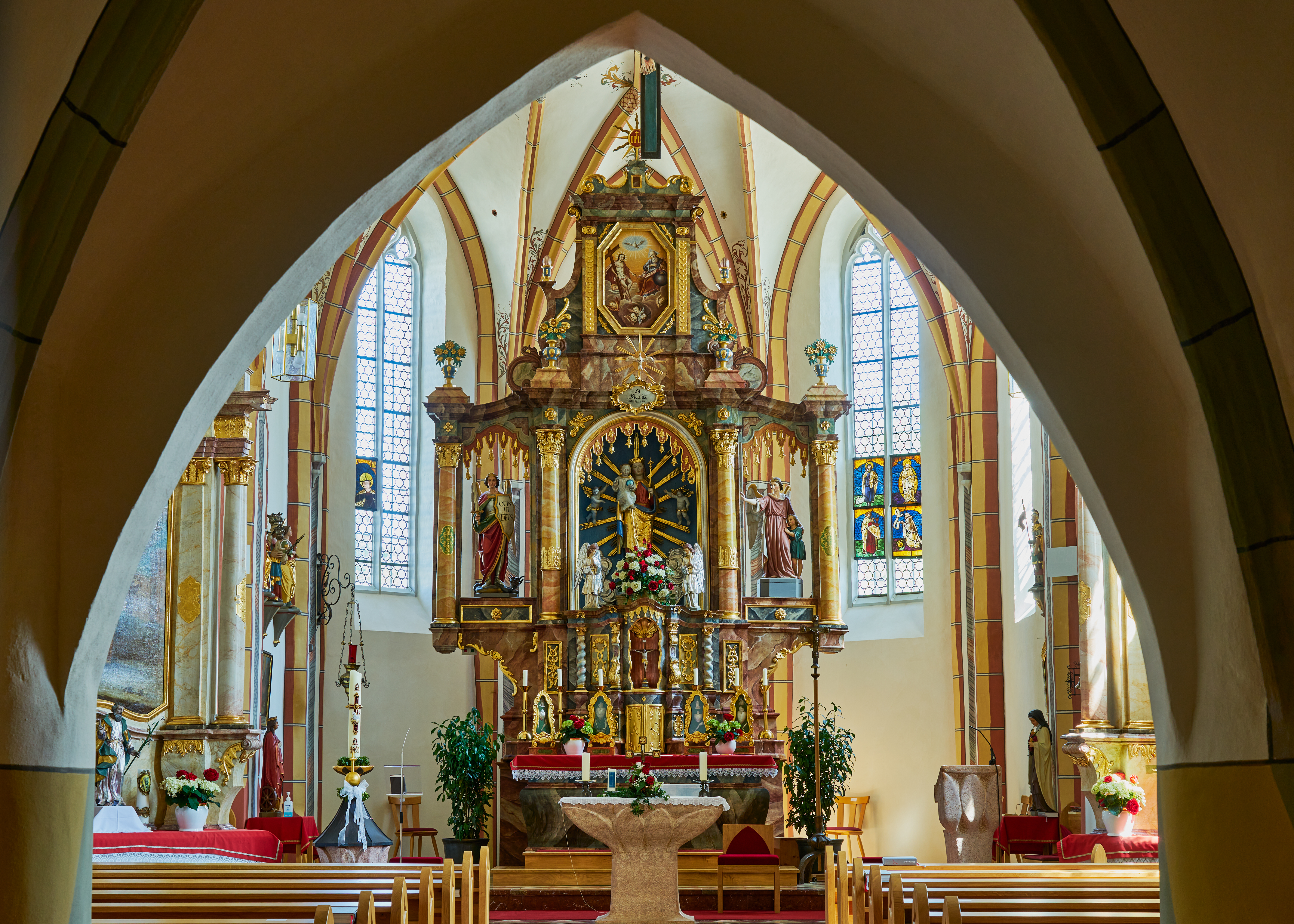
Hochaltar vom Ende des 17. Jahrhunderts

Der Hochaltar ist ein Werk vom Ende des 17. Jahrhunderts mit Hinzufügungen von Rokokoornamenten und neugotischen Seitenfiguren. Die Seitenaltäre und die zugehörigen Gemälde sind im Übergangsstil von Rokoko zum Klassizismus ausgeführt. 
Im Chor sind Glasmalereien aus der Zeit um 1490 erhalten. Vier kleine Scheiben zeigen Christus als Salvator mundi, eine Muttergottes im Strahlenkranz, Johannes Evangelista und den Stifter, Abt Johannes IV. von St. Salvator. Außerdem ist das Fragment einer Schutzmantelmadonna erhalten. Die Orgel ist ein Werk von Michael Weise aus dem Jahr 1975 mit zehn Registern auf zwei Manualen und Pedal.